# Cyril Genik
Cyril Genik (Nyzhnii Bereziv, Galitzia (Ucrania), 1857-Winnipeg (Canadá), 12 de febrero de 1925) fue un agente de inmigración ucraniano-canadiense.

## Biografía
Nació en 1857 en Bereziv Nyzhnii, Galitzia, hijo de Iván Genik, el alcalde de la villa y de Ana Pertsovych. Comenzó sus estudios en Kolomyja, antes de trasladarse a lo que es ahora Ivano-Frankivsk para terminar su formación como profesor. Terminó sus estudios y obtuvo su título en Lviv antes de ser nombrado profesor en el condado de Nadvirna, en 1879. En 1882, regresó a su villa natal y fundó una escuela. Durante la década de 1880, fundó un negocio de aserradero, así como una cooperativa de productores. En 1890, fue elegido para el consejo de la ciudad de Kolomyja, la ciudad donde comenzó sus estudios.
Conoció a Joseph Oleskiw, un hombre que había estado propulsando la emigración de ucranianos a Canadá, el cual le solicitó acompañarlo y dirigir su segundo contingente de ucranianos en su viaje a Canadá, y ayudarles a instalarse. Genik y la familia de su esposa, junto con cuatro niños, se unieron a un grupo de 64 ucranianos que llegaron a la ciudad de Quebec el 22 de junio de 1896. Genik dirigió su contingente primero a Winnipeg y después a lo que fue fundado como Stuartburn, en Manitoba, lo que es considerado ahora como la primera comunidad ucraniana-canadiense en el oeste de Canadá. En agosto, Genik solicitó una casa en Stuartburn, pero cambió de parecer y se mudó a Winnipeg. Ese mismo mes, Oleskiw recomendó a Genik al Departamento del Interior Canadiense como agente de inmigración. En septiembre, Genik se convirtió en un trabajador eventual del departamento para las tareas de interpretación y traducción del gobierno. En su trabajo como agente de inmigración, Genik conoció a nuevos inmigrantes ucraniano-canadienses en la ciudad de Quebec. Les instó a que hablaran en inglés y a que abandonaran sus costumbres y tradiciones, y sirvió como consejero dondequiera que se necesitara. Su trabajo se incrementó con el aumento de la inmigración ucraniana a Canadá, y para 1898 se había convertido en un empleado asalariado de tiempo completo del gobierno canadiense. De esta manera, se convirtió en el primer funcionario ucraniano a tiempo completo del Gobierno canadiense.
En 1899, Genik estableció el salón de lectura Tarás Shevchenko en su casa y el primer periódico en idioma ucraniano de Canadá, Kanadyiskyi farmer (El Agricultor Canadiense), en 1903. A pesar de que no era religioso, Genik creía que debería existir una denominación cristiana independiente de los griegos ortodoxos y de las normas ortodoxas rusas y en 1903-1904, fundó la Iglesia Griega Independiente en cooperación con los ministros de la Iglesia presbiteriana de Winnipeg. En 1911, después de la elección general de aquel año, en la que perdió el poder el Partido Liberal (al que Genik apoyaba), Genik perdió su empleo, y su vida en la esfera pública se terminó. Vivió por un tiempo en Estados Unidos, pero regresó a Winnipeg más tarde, y murió el 12 de febrero de 1925.
Al tiempo de su muerte, Genik era tan conocido en la comunidad ucraniano-canadiense que se le conocía como el «Zar de Canadá».